# Чернёво (деревня, Гдовский район)
Чернёво (или Малое Чернёво) — деревня в Гдовском районе Псковской области России. Входит в состав Чернёвской волости.

## География
Расположена у побережья реки Плюсса, в 2 км к северу от волостного центра села Чернёво и в 25 км к юго-востоку от Гдова, на автодороге между ними.

## История
Приобретя Чернёво в 1850 году, князь Николай Иванович Салтыков начал обустройство на левом берегу Плюссы усадьбы, которая считалась в своё время образцовой и ко времени Октябрьской революции насчитывала не менее 70 построек. Центральное положение занимал 4-этажный господский дом с 36 комнатами. В 1922 г. дворец Салтыковых был сожжён и позднее разобран, сохранился только ландшафтный парк.

## Население
Численность населения деревни на 2000 год составляла 3 человека, по переписи 2002 года — 14 человек.